# Massacre de Sabra et Chatila
Le massacre de Sabra et Chatila est perpétré, du 16 au 18 septembre 1982, envers des Palestiniens du quartier de Sabra et du camp de réfugiés palestiniens de Chatila, situés à Beyrouth-Ouest, par les milices chrétiennes des phalangistes.  Ces derniers justifient le massacre par une vengeance de l'assassinat de leur dirigeant, le président libanais Bachir Gemayel quelques jours plus tôt. 
Lors de l'invasion israélienne au Liban (1982), les milices chrétiennes des phalangistes lancent leurs opérations sur ordre d'Elie Hobeika dans les zones occupées par l'armée israélienne, en visant à éliminer de Sabra et de Chatila les combattants palestiniens de l'Organisation de libération de la Palestine (OLP),,. Elles y pénètrent sans résistance et y commettent le massacre de la population civile durant approximativement 38 heures, massacre qui a fait entre 700 et 3 500 victimes si on considère l'estimation basse israélienne et les valeurs hautes des autres sources. Entre 300 et 400 miliciens de diverses factions y prennent part.
Une commission d'enquête, la commission Kahane, est chargée par le gouvernement de l'État d'Israël d'enquêter sur le massacre. Elle conclut à la responsabilité directe des phalangistes et à la responsabilité indirecte de plusieurs dirigeants israéliens lors de la conduite de cette opération, parce qu'ils n'ont pas suffisamment tenu compte du risque d'un massacre ni tenté de le prévenir, le rôle de l'armée israélienne dans le drame s'inscrivait dans une stratégie approuvée par son état-major.

## Contexte

### Présence palestinienne au Liban Sud
Des camps de réfugiés palestiniens sont installés au Liban depuis la fin de la Première Guerre israélo-arabe en 1949, notamment les deux camps contigus de Sabra et de Chatila dans une banlieue de Beyrouth-Ouest. La population pauvre de ces deux quartiers s'accroît avec l'arrivée de Palestiniens et de chiites fuyant les combats au sud. En 1970, l'Organisation de libération de la Palestine s'implante au Liban à la suite du massacre de Septembre noir qui a poussé ses dirigeants à quitter la Jordanie. L'OLP utilise le Sud du Liban comme base pour mener des attaques contre Israël qui répond en bombardant des positions de l'OLP au Liban du Sud. La première attaque palestinienne contre les Phalanges libanaises a lieu en avril 1975 : des Palestiniens tentent d'assassiner Pierre Gemayel alors qu'il inaugure une église à Ayin-el-Remmaneh dans la banlieue de Beyrouth. Les tensions ne cessent d'augmenter entre musulmans et chrétiens jusqu'à l'attentat du 14 septembre 1982 qui tue Bachir Gemayel (fils de Pierre Gemayel), président élu du Liban. Habib Tanious Chartouni, militant chrétien pro-syrien du Parti social nationaliste syrien (PSNS), est accusé de l'assassinat et emprisonné.

### Guerre du Liban
De 1975 à 1990, des factions armées issues des composantes de la société libanaise, mais aussi des groupes armés palestiniens et l'armée syrienne se sont livrées à des affrontements sanglants durant la guerre du Liban. À partir de 1981, les Phalanges libanaises chrétiennes (Kataëb), dirigées par Bachir Gemayel, cherchent à se rapprocher d'Israël, qui fournit à la milice armement et formation pour combattre les factions de l'Organisation de libération de la Palestine soutenue par la Syrie. Israël soutient également l'Armée du Liban sud, composée principalement de chrétiens, dirigée par Saad Haddad depuis 1978. L'OLP est soutenue et armée par la Syrie qui l'appuie militairement par des contingents palestiniens de l'armée syrienne comme l'Armée de libération de la Palestine, les commandos d'As-Saiqa, la brigade Yarmouk. Les principaux massacres perpétrés durant cette période et impliquant des Palestiniens sont le massacre de Karantina commis par des miliciens des Phalanges libanaises contre des réfugiés palestiniens et des musulmans chiites libanais qui a fait entre 1 000 et 1 500 morts selon les estimations, le massacre de Damour contre des maronites ,, commis par des unités de l'Organisation de libération de la Palestine appuyées par des éléments palestiniens pro-syriens d'As-Saiqa qui a fait entre 300 et 582 morts, et le massacre de Tel al-Zaatar entrepris par des factions chrétiennes sous le commandement du général Michel Aoun qui s’est soldé par plus de 2 000 morts dans ce camp de réfugiés palestiniens (en majorité chrétiens). Le bilan des différents combats, massacres et exactions qui ont marqué la guerre du Liban serait d'au moins 150 000 morts,.
Le massacre s'inscrit dans un cycle de violence entre les chrétiens et les musulmans depuis 1976. La famille et la fiancée d'Hobeika sont tuées par des miliciens palestiniens et leurs alliés libanais durant le massacre de Damour en 1976 (lui-même en représailles du massacre de Karantina). Hobeika devient par la suite parlementaire et occupe des fonctions ministérielles.

### OpérationPaix en Galilée
Le 3 juin 1982, l'ambassadeur israélien à Londres Shlomo Argov est grièvement blessé dans une tentative d'assassinat. Malgré les éléments indiquant que l'OLP n'est pas responsable de l'attentat (commis par le groupe palestinien Abou Nidal, hostile à l'OLP), Ariel Sharon, ministre israélien de la Défense, ordonne le bombardement des bases de l'OLP à Beyrouth, auquel l'organisation palestinienne répond par une recrudescence des tirs de roquettes contre le nord d'Israël. L'enchaînement de ces événements fournit à Israël un casus belli qui donne lieu à l'opération « Paix en Galilée » : le 6 juin, Israël envahit le Liban avec pour objectif immédiat de mettre les roquettes de l'OLP hors de portée d'Israël, et les objectifs plus généraux de repousser l'armée syrienne du Liban (notamment les missiles syriens positionnés dans la vallée de la Bekaa), ainsi que s'allier aux milices chrétiennes à Beyrouth pour en chasser l'OLP. Cette invasion est condamnée par la résolution 509 du Conseil de sécurité de l'ONU.

### Cessez-le-feu
Après plusieurs semaines de siège de Beyrouth, encerclée par les Israéliens et dans laquelle sont retranchés plus de 15 000 combattants palestiniens, un plan est proposé le 12 août par le diplomate américain Philip Habib, qui prévoit le retrait de l'armée israélienne, l'évacuation des combattants de l'OLP, et le déploiement d'une force internationale des Nations unies (la FINUL) destinée à protéger les civils palestiniens.
Le 23 août 1982, Bachir Gemayel, chef des phalangistes, est élu président du Liban par l'Assemblée nationale. Israël le perçoit comme un contrepoids à l'OLP, soutenue par la Syrie.
Le 1er septembre 1982, le Premier ministre israélien Menahem Begin s'entretient avec Bachir Gemayel à Nahariya (en Israël) et propose la signature d'un traité de paix. Gemayel remet la signature de cet accord à plus tard, arguant qu'il a besoin de temps pour convaincre les forces en présence et les pays arabes et propose un pacte de non-agression.
À la demande des Américains, les Palestiniens hâtent leur départ, achevé le 1er septembre. Le surlendemain, considérant que des combattants de l'OLP restent retranchés dans Beyrouth, Israël enfreint les accords de cessez-le-feu et se déploie autour des camps de réfugiés. Les forces internationales franco-italo-américaines, qui surveillaient le départ de l'OLP, et garantes de la sécurité des populations civiles des zones évacuées, se retirent le 11 septembre.
Le 12 septembre, Ariel Sharon communique l'estimation de l'armée israélienne selon laquelle il resterait 2 000 combattants de l'OLP à Beyrouth. L'armée israélienne s'en plaint à l'administration américaine, qui répond que la plupart des Palestiniens affiliés à l'OLP restés à Beyrouth font partie de la mission diplomatique reconnue par le gouvernement libanais, restée pour assister les familles et superviser le désarmement.

### Précipitation des événements
Le 14 septembre 1982, Bachir Gemayel est assassiné lors d'un attentat à la bombe qui détruit la totalité de ses bureaux. Le soupçon se porte sur Habib Chartouni, qui s'avèrera plus tard être un membre du Parti social nationaliste syrien,. Les Palestiniens et les dirigeants musulmans démentent toute implication. L'armée israélienne répond à l'assassinat de leur allié en investissant Beyrouth-Ouest dès le lendemain, contrairement à son accord avec les Américains qui s'étaient engagés par écrit à protéger les musulmans de l'Ouest de la ville. 88 morts et 254 blessés sont dénombrés dans ces affrontements. Israël justifie ce redéploiement pour maintenir l'ordre et la stabilité après le décès du président libanais. Toutefois, Ariel Sharon déclarera plusieurs jours plus tard à la Knesset : « notre entrée dans Beyrouth-Ouest était destinée à détruire l'infrastructure laissée par les terroristes »[réf. nécessaire].

## Chronologie des événements

### Avant le massacre
Dans la nuit du 14 au 15 septembre 1982, Rafaël Eitan (alors chef d'état-major israélien) s'envole pour Beyrouth, il se rend au siège des Phalanges libanaises et donne l'instruction au commandement phalangiste de mobiliser ses troupes et être prêt pour faire partie de l'attaque contre Beyrouth-Ouest à venir. Les phalangistes répondent qu'ils ont besoin d'un délai de 24 heures pour pouvoir s'organiser. Il est prévu qu'un officier de liaison phalangiste soit présent au quartier général de l'armée. Selon tous les témoins qui visitèrent les lieux des positions avancées israéliennes interrogés par la Commission Kahane, la situation offre une bonne vue générale sur les camps, mais ne permet pas de voir ce qui se passe dans les ruelles, même à la jumelle. Eitan rapportera plus tard avoir eu des contacts avec des miliciens Mourabitoun la nuit du 14, lui disant à quel point ils redoutaient d'être tous tués par les Phalangistes.
Le 15 septembre au matin, l'armée israélienne commence à attaquer Beyrouth-Ouest. Passé l'effet de surprise, des combats interviennent à divers endroits, faisant 3 morts et 100 blessés parmi les soldats. Des tirs nourris provenant du camp de Chatila font un mort et 20 blessés dans l'armée israélienne. Ariel Sharon, venu sur place, informe Menahem Begin que la situation est sous contrôle. Ce dernier, lors d'une conférence avec l'ambassadeur des États-Unis, lui confirme que l'armée israélienne contrôle Beyrouth-Ouest, et qu'il fait confiance aux phalangistes. Pendant les journées du 15 et du 16, plusieurs réunions ont lieu entre responsables de l'armée, du Mossad, et des Phalanges. Affirmant qu'il n'était « pas à l'aise » avec l'idée d'envoyer les Phalanges dans les camps, Drori témoignera du fait qu'il a tenté de persuader le commandement de l'armée libanaise de se substituer aux Phalanges ; en vain. L'ordre d'entrée dans les camps est confirmé.[réf. nécessaire]

### Déroulement
Selon la Commission d'enquête israélienne Kahane, les faits et la chronologie sont les suivants.
Les premières exactions commencent le soir du jeudi 16 septembre. Le camp est éclairé à l'aide de tirs de mortiers et d'un avion. À 19 heures, un lieutenant israélien qui assiste aux conversations par radio entre Élie Hobeika, présent au Q.G., et ses troupes, comprend que celui-ci ordonne le meurtre de 50 femmes et enfants, et présente un rapport au général Yaron, présent sur le toit de l'immeuble. À 20 heures, les phalangistes rencontrent une riposte armée, et font état de blessés qu'ils doivent évacuer. L'armée israélienne interrompt provisoirement l'éclairage. À la même heure, un autre rapport fait état de 300 Palestiniens tués, civils et militants confondus. À 20 h 40, lors d'un point enregistré avec le général Yaron, un officier de renseignement fait état de la situation. Il indique que les phalangistes ont eu deux blessés, qu'il semble ne pas y avoir de « terroristes » dans le camp, et que les phalangistes ont rassemblé des femmes, des enfants et des vieillards. Il commence à indiquer que, selon lui, s'il est toujours possible que les phalangistes amènent ces personnes hors du camp, il est au courant du rapport présageant de la volonté de tuer des civils. Il est interrompu par le général Yaron qui réfute l'hypothèse, et indique qu'aucun mal ne sera fait à ces civils. Plus tard dans la nuit, un phalangiste fait état de deux morts dans leur milice, et se plaint au lieutenant-colonel Treiber que le camp n'est pas assez éclairé. Celui-ci répond qu'il est au courant de la mort des 300 personnes, et qu'il ne souhaite pas les aider. Le vendredi matin, un officier israélien présent dans le camp prévient que les massacres ne se sont pas arrêtés. Un autre insiste pour savoir si le rapport concernant les 300 exécutions de la nuit a bien été envoyé aux plus hauts responsables, et insiste pour qu'il le soit. Un journaliste, informé des massacres, prend contact avec le ministre Zipori, pour le convaincre d'agir.
Dans la journée du vendredi, dès l'aube, plusieurs soldats et officiers sont témoins de meurtres de civils aux alentours du camp. L'un d'entre eux souhaite faire un rapport à ses autorités, mais en est dissuadé par ses camarades, qui lui indiquent que le fait a déjà été signalé et que la réponse a été faite de ne pas interférer. Dans l'après-midi, les témoignages oraux sont de plus en plus nombreux. À 16 heures, le commandant en chef de Tsahal, Rafaël Eytan, tient une réunion avec les phalangistes, qu'il félicite. Ceux-ci indiquent avoir fini leur opération. Il en ressort qu'à la suite de pressions américaines, il est nécessaire qu'ils évacuent le camp le lendemain à 5 heures du matin au plus tard. Les phalangistes demandent l'autorisation de faire entrer des troupes supplémentaires, ce qui leur est refusé, et qu'on mette à leur disposition des tracteurs, « afin de détruire des constructions illégales », ce qui leur est accordé.[réf. nécessaire]
Entre 18 heures et 20 heures, du personnel des ministères des Affaires étrangères, tant libanais qu'israélien, reçoit différents communiqués des forces américaines indiquant que des phalangistes ont été vus dans les camps et que leur présence pourrait aboutir à des résultats indésirables, et d'autre part que des plaintes auraient été reçues sur les actions de soldats israéliens dans l'hôpital de Beyrouth. Cela est démenti.
Le samedi matin, entre 6 heures 30 et 7 heures, un groupe de 15 médecins et infirmières de l'hôpital Gaza (à proximité du camp de Sabra) est emmené de force par les phalangistes, et libéré par des soldats israéliens. Ils témoignent qu'ils ont vu, en traversant Sabra, des bulldozers en action et, outre de nombreux corps, des groupes de personnes rassemblées sous la menace des armes des miliciens.
Le général israélien Yaron exige alors du chef des phalangistes chrétiens qu'il retire ses hommes. Les phalangistes obéissent, et les derniers d'entre eux quittent les camps à huit heures du matin. Femmes et enfants ont été rassemblés dans un stade voisin, tandis que les hommes étaient exécutés sur place ou emportés en camion. On découvre alors que les phalangistes ont tué, outre des combattants palestiniens, des civils en grand nombre. Des employés de la Croix-Rouge et des journalistes arrivent sur place et informent le monde entier. Quand Ariel Sharon et Rafael Eitan annoncent que les tueries ont cessé et que les phalangistes ont été expulsés des camps, il est trop tard. Il y aurait eu 900 réfugiés palestiniens tués. Les chiffres de morts et de disparus demeurent dans le plus grand flou. Ils varient en février 1983, selon les estimations du Rapport Kahane, de 500 à 5 000, un nombre indéterminé de cadavres ayant été emportés par camion par les phalangistes lors de leur retrait des camps. Cette fourchette sera revue ultérieurement entre 700 et 3 500 victimes.

## Réactions internationales
Dès le massacre connu, les réactions internationales dans la presse sont unanimes pour le condamner.

### Réactions en Israël
Les réactions les plus virulentes proviennent d'Israël. À la Knesset, des députés interpellent Ariel Sharon sur la responsabilité d'Israël. Le mouvement extra-parlementaire de gauche, La Paix maintenant, appelle à manifester. Dix jours après, 400 000 citoyens révoltés par la politique du gouvernement, soit 8 % de la population, rejoignent ce mouvement qui aboutit à la plus grande manifestation qu'Israël ait jamais connue. Leurs revendications, réclamant une solution pacifique au conflit israélo-palestinien, aboutiront à la création d'une commission d'enquête, la Commission Kahane.

### Résolution de l'Assemblée générale des Nations unies
Le 16 décembre 1982, lors de la 108e réunion, l'Assemblée générale des Nations unies qualifie les évènements de « massacre à grande échelle » et « acte de génocide », par 123 voix pour, 0 contre et 22 abstentions. Bien que tous les délégués qui prennent part au débat soient d'accord sur le fait qu'un massacre s'est bien produit, son caractère génocidaire, ou les compétences de l'Assemblée pour caractériser un événement comme tel, auraient été remis en question par plusieurs d'entre eux selon William Schabas, pour qui « le terme génocide (…) a à l'évidence été choisi pour embarrasser Israël plutôt que par véritable souci de précisions légales ». Un autre auteur, Leo Kuper, considère que la qualification de génocide prête à controverse.

## Responsabilités libanaises

### Elie Hobeika et Phalanges libanaises
Elie Hobeika était le responsable des services secrets libanais. Son rôle de dirigeant et de responsable direct des massacres est unanimement reconnu. Selon Alain Ménargues la milice chrétienne Les Jeunes avait été choisie par Hobeika pour commettre le massacre.
La réponse qu'il a donnée à ses troupes sur le sort à réserver à cinquante femmes et enfants, « This is the last time you're going to ask me a question like that, you know exactly what to do » (« C'est la dernière fois que vous allez me poser une question comme celle-là, vous savez exactement quoi faire »), en présence d'officiers israéliens, a clairement été interprétée par eux comme un ordre de meurtre des populations civiles.
Elie Hobeika poursuivra par la suite une carrière politique au Liban, à une époque où le pays est placé sous le strict contrôle de la Syrie. Il sera notamment membre du parlement libanais, et membre du gouvernement. Il ne sera jamais interrogé par la justice libanaise.
Le 24 janvier 2002, Elie Hobeika meurt dans un attentat à la voiture piégée devant son domicile de Beyrouth. Il devait témoigner deux jours plus tard à Bruxelles, à l'occasion d'une plainte déposée contre Ariel Sharon à Bruxelles par des survivants des massacres,. Les Palestiniens accusent Israël, qui nie toute implication.
Dans un article publié en 2007 dans le quotidien israélien Haaretz, Tom Segev rapporte le témoignage de deux hommes politiques belges, Josy Dubié et Vincent Van Quickenborne, qui affirment avoir secrètement rencontré Elie Hobeika quelques heures avant sa mort. Selon Dubié, Hobeika était disposé à se rendre à Bruxelles, promettant de fournir les preuves de son innocence, accusant implicitement l'Armée du Liban sud, soutenue par Israël. Dans ce témoignage, Josy Dubié confirme ses déclarations faites lors d'un entretien avec le quotidien belge Le Soir le 25 janvier 2002, selon lequel « Le crime profite à ceux qu'Hobeika allait tenter de « mouiller » ». L'article mentionne les intérêts israéliens à la disparition d'Hobeika, ainsi que la thèse de l'ancien garde du corps d'Hobeika, Robert Hatem, mettant en cause la Syrie. L'article conclut par « Mais tout est possible. Elie Hobeika s'était fait trop d'ennemis ».

### Le général Haddad et l'Armée du Liban Sud
La participation de l'Armée du Liban sud, alors stationnée au sud du fleuve Litani, est évoquée. Toutefois, les circonstances dans lesquelles ces troupes ont rejoint Beyrouth n'ont pas été élucidées. De la même façon, il n'a pas été possible de dire si ces troupes étaient intervenues de façon indépendante ou non et, dans ce dernier cas, sous commandement phalangiste ou sous commandement de leur responsable, le général Haddad.

### Loi d'amnistie
Le 24 septembre 1982, le nouveau président Amine Gemayel demande à Assad Germanos, le procureur du tribunal militaire libanais, de mener une enquête afin d'établir les responsabilités. La commission d'enquête libanaise conclut à la responsabilité légale d'Israël, et suggère, sous le terme d'« éléments frontaliers », que les troupes de l'Armée du Liban sud, sous les ordres du général Saad Haddad, ont pu commettre les meurtres. A contrario, évoquant l'absence de preuves flagrantes que leurs dirigeants aient eu connaissance avancée[pas clair] des évènements ou qu'ils aient donné des ordres, elle exonère les phalangistes et les forces libanaises. Toutefois, dans un article publié en 1985, le professeur de droit Linda Malone relève que le procureur Germanos était un sympathisant phalangiste, et que la commission était elle-même très proche du gouvernement et du parti phalangiste.
Le 28 mars 1991, par une loi d'amnistie générale, le parlement libanais exempte rétroactivement de toute responsabilité pénale les miliciens de toutes les factions libanaises impliquées dans les crimes et massacres commis au Liban, y compris ceux de Sabra et Chatila, à l'exception de ceux impliqués dans l'assassinat ou la tentative d'assassinat de personnalités religieuses ou politiques et de diplomates arabes ou étrangers.

## Responsabilités israéliennes

### La commission McBride
Cette commission internationale indépendante[De qui ?] organisée[Par qui ?] dès 1982 et dirigée par Seán MacBride, cofondateur d'Amnesty International, met en cause la responsabilité d'Israël sans toutefois parvenir à établir une version irréfutable des faits en parlant à la fois de responsabilités directes et indirectes de l’armée israélienne. Elle évoque néanmoins l'autorisation donnée par l'armée israélienne aux phalangistes d'entrer dans le camp et l'éclairage aux fusées éclairantes du camp par des soldats israéliens pendant l'incursion phalangiste qui se révèle être un massacre par la suite.

### La commission Kahane
À la suite de ces événements et sous la pression de l'opinion, le gouvernement israélien nomme une commission officielle d'enquête dirigée par Yitzhak Kahane, juge à la Cour suprême. Elle entend d'abord en audience publique Ariel Sharon, qui reconnaît avoir envoyé les phalanges dans les camps, n'avoir pas informé Menahem Begin, et avoir autorisé Rafael Eitan à reporter au lendemain le départ des phalanges, une fois connu le carnage.
Le 7 février 1983, la commission confirme la culpabilité des milices chrétiennes libanaises, et reconnaît Ariel Sharon indirectement responsable pour n'avoir pas prévu la tragédie qui résulterait de l'entrée des phalangistes dans les deux camps palestiniens.
Pour les mêmes raisons, la commission blâme d'autres responsables israéliens qui auraient dû, selon elle, prévoir les conséquences meurtrières d'une entrée des phalanges dans les camps palestiniens, et qui de ce fait portent eux aussi une part de « responsabilité indirecte » dans les massacres (la « responsabilité directe » étant, souligne la commission, exclusivement celle des auteurs du crime, c'est-à-dire les membres des Phalanges chrétiennes libanaises). Sont ainsi blâmés par la commission, à des degrés divers, outre le ministre de la Défense Ariel Sharon : le Premier ministre Menahem Begin, le ministre des Affaires étrangères Yitzhak Shamir, le commandant en chef de Tsahal Rafael Eitan, le chef des renseignements militaires Yehoshoua Saguy, le commandant de la région nord Amir Drori, et le général Amos Yaron. La recommandation la plus sévère est celle visant Ariel Sharon, qui doit quitter ses fonctions.
La commission indique que, selon son enquête, d'autres parties pourraient être mises en cause, notamment les dirigeants libanais qui ont refusé (malgré la demande expresse des militaires israéliens) de faire entrer l'armée libanaise dans les camps. Mais, puisqu'il s'agit d'une enquête israélienne, seuls les manquements des Israéliens sont pris en compte dans le rapport de la commission.
Dans sa conclusion, la Commission Kahane évoque l'argument selon lequel « des massacres ont eu lieu auparavant au Liban, avec des victimes beaucoup plus nombreuses qu'à Sabra et Chatila, mais l'opinion publique mondiale ne s'en est pas émue et aucune commission d'enquête n'a été établie ». Elle rejette cet argument, soulignant que l'objectif de son enquête était de préserver « l'intégrité morale d'Israël, et son fonctionnement en tant qu'État démocratique adhérant scrupuleusement aux principes fondamentaux du monde civilisé ». Et elle ajoute : « Nous ne nous berçons pas de l'illusion que les résultats de notre enquête suffiront à convaincre ou à satisfaire les gens nourris de préjugés et les consciences sélectives. Mais notre enquête ne leur était pas destinée. »

## Allégations contre l'armée israélienne
Plusieurs allégations controversées font état de la présence de soldats israéliens dans les camps pendant ou avant les massacres.
Deux femmes rescapées, affirment vingt ans après dans un témoignage recueilli par le journaliste Pierre Péan, avoir vu dans le camp des soldats israéliens agir aux côtés des phalangistes pendant le massacre.
Toujours dans le même article, Pierre Péan attribue à un autre journaliste israélien Amir Oren, une analyse selon laquelle, dans un article de Davar du 1er juillet 1994 « les massacres faisaient partie d'un plan décidé entre M. Ariel Sharon et Béchir Gemayel, qui utilisèrent les services secrets israéliens, dirigés alors par Abraham Shalom, qui avait reçu l'ordre d'exterminer tous les terroristes. Les milices libanaises n'étaient rien moins que des agents dans la ligne de commandement qui conduisait, via les services, aux autorités israéliennes. » Cette analyse est démentie dix ans après par le mensuel « L'Arche ». La rédaction du Monde diplomatique reconnaîtra l'erreur, dans un rectificatif ajouté à la version de l'article de Pierre Péan publiée sur son site Internet, et citera la traduction des propos exacts d'Amir Oren, qui font apparaître une connaissance par Sharon des intentions des phalangistes de s'attaquer aux combattants palestiniens, mais qui précise « il n'y a rien dans cela qui démontre un lien avec le massacre des bébés, des femmes et des civils dans cet événement spécifique. »
Le journaliste Alain Ménargues, dans son livre Les Secrets de la guerre du Liban, dont la parution a été décalée à 2004 dans le but avoué de protéger ses sources, invoque des éléments nouveaux faisant état d'une incursion préalable de commandos d'élite israéliens de la Sayeret Matkal dans les camps palestiniens où ils se seraient livrés à des exécutions sommaires de cadres de l'OLP. Cependant, Alain Ménargues ne publie aucun document à l'appui de ses dires et son livre donne lieu à controverse[réf. nécessaire].
Dans son documentaire animé Valse avec Bashir, Ari Folman témoigne avoir participé en tant que membre de l'armée israélienne à l'utilisation de fusées éclairantes, permettant la perpétuation du massacre de nuit. Il témoigne aussi que de nombreux soldats ont rapporté avoir constaté que des civils étaient exécutés, que le commandement en avait été informé, et que de toute façon ce dernier était présent dans un immeuble à proximité du camp, avec vue plongeante sur ce dernier, ne pouvant ignorer le massacre. Ari Folman accuse donc l'armée israélienne d'avoir participé au massacre, par son laisser-faire, et par un soutien logistique.[réf. nécessaire]

### Tribunaux américains et israéliens
Ariel Sharon poursuit en justice le magazine Time pour diffamation devant les tribunaux américains et israéliens dans une action en diffamation de 50 millions de dollars, après que Time a publié un article dans son numéro du 21 février 1983, laissant entendre que Sharon aurait discuté de la nécessité pour les phalangistes de se venger. Le jury trouve l'article faux [Référence souhaitée] mais non diffamatoire, au sens du droit étasunien, puisque devant le tribunal américain la défense n'a pas réussi à établir que les rédacteurs en chef et les écrivains du magazine avaient « agi par malveillance », comme l'exige la loi.

### La plainte en Belgique
En Belgique, une plainte visant Ariel Sharon, Amos Yaron et d'autres responsables israéliens est engagée par 23 rescapés des tueries en vertu de la loi dite « de Compétence universelle » adoptée en 1993 et étendue en 1999 dans ce pays pour permettre la poursuite d'auteurs de crimes contre l'humanité, quelle que soit leur nationalité ou le lieu où les faits ont été commis. En 2002, une décision de justice qualifie la plainte d'irrecevable au vu des immunités dont bénéficiaient les accusés. Mais, le 14 février 2003, la Cour de cassation, plus haute instance judiciaire belge, rouvre la voie à des poursuites. Cet épisode judiciaire belge fut un incident diplomatique avec l'État d'Israël, et fut vivement critiqué dans la presse israélienne. Ariel Sharon ne sera pas jugé par la Belgique, la loi de Compétence universelle étant vidée de sa substance le 5 août 2003 avant la fin de ses fonctions de ministre.
La plainte ne mentionnait pas le rôle de Hobeika ou des phalangistes dans les massacres de Sabra et Chatila, « pour des raisons techniques » selon les juristes chargés du dossier[réf. nécessaire]. Celui-ci se disait prêt à témoigner en Belgique et disposant de « preuves irréfutables » permettant de l'innocenter mais il meurt assassiné par une explosion quelques jours avant sa déposition (cf. supra).

## Dans la culture

### Cinéma
- 1987 : Deadline de Nathaniel Gutman.
- 1999 : Genet à Chatila,
- 2004 : Massaker de Monika Borgmann, Lokman Slim et Hermann Theissen.Sabra et Chatila vu par ses bourreaux.

Prix FIPRESCI, Festival de Berlin 2005, section « Panorama ».
Prix SRG idée suisse, compétition internationale, visions du réel, Nyon 2005.
Mention spéciale, prix premier, Festival international du documentaire, Marseille 2005.
Prix du documentaire d'investigation, Lisbonne 2005.
- 2008 : Valse avec Bachir (ואלס עם באשיר) d'Ari Folman; Film autobiographique d'animation israélo-franco-allemand, Valse avec Bachir, réalisé en 2008 par le cinéaste Ari Folman, retrace l'histoire d'un soldat israélien, incapable de se rappeler le moindre souvenir de son expérience pendant l'opération « Paix en Galilée ». Il mêle animation et images réelles. Le film est unanimement loué pour ses qualités esthétiques, et nommé ou récompensé par de multiples prix ; mais il est jugé partial par plusieurs Libanais, car reflétant uniquement la position israélienne[62], et a été critiqué en Israël par le journaliste Gideon Lévy pour son aspect propagandiste, « Antiwar' film “Waltz with Bashir” is nothing but charade »[63].

Golden Globe du meilleur film en langue étrangère 2009
César du meilleur film étranger 2009
- 2010 : Incendies de Denis Villeneuve d'après la pièce éponyme de Wajdi Mouawad sans nommer les lieux place une scène pendant les massacres de Sabra et Chatila[64].
- 2012 : La Vallée des larmes, de Maryanne Zéhil
- 2024: Le Quatrième Mur, de David Oelhoffen, d'après le roman éponyme de Sorj Chalandon.

### Littérature
- Quatre heures à Chatila de Jean Genet suivi d'un entretien de Leïla Shahid, 1991,1992 et 2015.
- Sabra and Chatila 1982 de Bayan Nuwayed, Pluto Press, Londres 2004.
- Les matins de Jénin de Susan Abulhawa, 2006.
- Le Quatrième Mur de Sorj Chalandon, 2013.
- Anima de Wajdi Mouawad, 2015.

### Musique
- Sabra O Chatila de Nass El Ghiwane, Album Double Best 1973-1984

### Documentation

#### Ouvrages principaux utilisés comme sources
- Amnon Kapeliouk, Enquête sur un massacre, Seuil, 1982  (ISBN 2-02-006391-3) L'ouvrage présente les événements au jour le jour entre les 14 et 20 septembre. Il est souvent utilisé comme source pour les événements et est téléchargeable en anglais depuis le site www.geocities.com.
- Benny Morris, Victimes. Histoire revisitée du conflit arabo-sioniste, Éditions complexe, 2003  (ISBN 2-87027-938-8) Lire en particulier le chap. IX - « La guerre du Liban (1982-1985) », p. 537-607.
- Pierre Razoux, Tsahal : Nouvelle histoire de l'armée israélienne, 2006 [détail de l’édition] Lire en particulier le chap. 12 - « Le bourbier libanais », p. 368-399.
- Robert Maroun Hatem, From Israel to Damascus, Vanderblumen Publications, 1999  (ISBN 0-9644304-3-6) Lire en particulier le chap. 7 - « The Massacres at Sabra and Shatilla » qui donne quelques informations venant du garde du corps d'Elie Hobeika à l'époque des faits et qui est accessible en ligne sur le site www.aceviper.net.
- Noam Chomsky, Israël, Palestine, États-Unis : le triangle fatidique, Écosociété, 2006  (ISBN 2-923165-19-5) L'ouvrage présente une enquête détaillée à charge à l'encontre d'Israël et consultable en anglais sur le site google.books. Lire en particulier le chap. 6 - « L'après-guerre », p. 423-502.
- Mitchell Bard, Myths and Facts : a guide to the Arab-Israeli Conflict, AICE, 2002,  (ISBN 0-9712945-1-8) L'ouvrage présente certains éléments à décharge pour Israël et est téléchargeable en français sur le site de la Jewish Virtual Library[PDF]. Lire en particulier la réponse au « mythe » « Israel was responsible for the massacre of thousands of innocent Palestinian refugees at Sabra and Shatila », p. 98-99.
- Luc Rosenzweig, Ariel Sharon, Perrin, 2006,  (ISBN 2-262-02411-1) Lire en particulier le chap. 17 - « La malédiction de Sabra et Shatila », p. 292-301.
- Daniel Haïk, Sharon. Un destin inachevé, l'Archipel, 2006,  (ISBN 2-84187-770-1) Lire en particulier le chap. 14 - « L'anathème de Sabra et Shatila (1982) », p. 191-206.
- (en) Martin van Creveld, The sword and the olive : a critical history of the Israeli defense force, PublicAffairs, 2002, 448 p. (ISBN 1-58648-155-X)
- (en) Spencer Tucker, Priscilla Mary Roberts et al., The encyclopedia of the Arab-Israeli conflict : a political, social, and military history, ABC-CLIO, 2008, 1553 p. (ISBN 978-1-85109-841-5 et 1-85109-841-0)
- (en) Spencer Tucker et al., The encyclopedia of Middle-East wars, ABC-CLIO, 2010, 1887 p. (ISBN 978-1-85109-947-4 et 1-85109-947-6)

#### Autres ouvrages
- Bayan Nuwayhed, Sabra and Chatila 1982, Pluto Press, Londres, 2004.
- Jacques-Marie Bourget (préf. Alain Louyot, photogr. Marc Simon), Sabra et Chatila, au cœur du massacre, Bonnier, coll. « Encre d'Orient », 2012, 148 p. (ISBN 978-2-36760-001-7). Extraits et comptes rendus :  https://bruxelles-panthere.thefreecat.org/?p=818, http://www.info-palestine.net/spip.php?article16018.

#### Articles
- (en) Thomas Friedman, « Sabra and Shatila Massacre: The Four Days », The New York Times,‎ 26 septembre 1982 (lire en ligne).
- (en) Zakaria al-Shaikh, « Sabra and Shatila 1982 : Resisting the massacre », Journal of Palestine Studies, vol. 14, no 1 (automne 1984), p. 57-90 consultable sur le site www.jstor.org.

#### Film documentaire
- [vidéo] « Sabra et Chatila : Le Massacre Oublié de 1982 - Enquête - Documentaire complet LCP », LCP - Assemblée nationale, 22 mars 2025, 53:18 min (consulté le 29 mars 2025), Festival International du Film d'Histoire (FFIR) de Rasnov. Mention Spécial du Jury (2024)[65]

#### Documents officiels
- (en) Conclusions de la commission Kahane sur le site du Ministère des Affaires étrangères israélien.
- (en) Résolution 37/123 de l'Assemblée générale des Nations unies du 16 décembre 1982 condamnant le massacre de Sabra et Shatila et l'actant acte de génocide.

#### Articles en ligne
- Pierre Péan, « Sabra et Chatila, retour sur un massacre », Le Monde diplomatique, septembre 2002.